# Ricardo Bohórquez Hernández
Ricardo Guillermo Bohórquez Hernández es un político peruano. Fue alcalde provincial de Huancayo entre 1987 y 1989.

## Trayectoria política
Inició su carrera electoral en las elecciones de 1963 cuando postuló como candidato a regidor provincial de Huancayo por la Coalición APRA-UNO sin obtener representación. Luego del gobierno militar, en las elecciones de 1980 postuló nuevamente a una regiduría provincial por el Partido Aprista obteniendo la representación. En las elecciones de 1983 tentó la reelección con éxito por el mismo partido. En las elecciones de 1986 se presentó como candidato a la alcaldía provincial ganando la elección con el 52.226% de los votos válidos.
Ejerció el cargo de alcalde en la época más dura de la época del terrorismo en Perú y fue víctima de un ataque armado de una célula de la organización terrorista Sendero Luminoso. El 22 de enero de 1989 fue atacado en el Asentamiento Humano Juan Parra del Riego en la ciudad de Huancayo. En ese ataque murieron 3 personas y 5 quedaron heridos. Bohórquez recibió 3 impactos de bala y fue salvado, cuando se disponían a darle el tiro de gracia, por el fotógrafo Pedro Jirón quien fue asesinado luego de esa acción. Algunos medios de prensa le ponen el título del "alcalde más honesto" de Huancayo.
En las elecciones generales de 1990 decidió no tentar la alcaldía y se presentó como candidato aprista a la Cámara de Diputados por el departamento de Junín sin obtener la representación.